# Иконников, Александр Иванович
Александр Иванович Иконников (1833, Ирбит, Пермская губерния — 1917, Чердынь, Чердынский уезд) — российский общественный деятель, педагог и революционер, коллежский асессор.

## Биография
Александр Иконников родился в 1832 или 1833 году в семье диакона в городе Ирбите Ирбитского уезда Пермской губернии, ныне в Свердловской области.
Получил образование в Пермской духовной семинарии (1850) и Казанской духовной академии (1854), по окончании которой преподавал философию в Пермской духовной семинарии. В 1855 году А. И. Иконников успешно защитил диссертацию и получил степень магистра. За успехи по службе в 1857 году он был награждён темной бронзовой медалью на владимирской ленте «В память войны 1853—1856».
В 1857 году уволился из духовного звания и поступил на гражданскую службу. Служил ст. чиновником правителя канцелярии Пермского губернатора, делопроизводителем губернского статистического комитета, правителем дел губернской комиссии народного продовольствия.
В 1859 году основал в Перми публичную библиотеку, ставшую местом встреч революционно настроенной молодёжи. В 1860—1862 году возглавлял революционный кружок, известный как Пермское тайное общество. Накануне обнородования документов об отмене крепостного права в 1861 году кружок Иконникова начал распространение антиправительственной прокламации «Послание старца Кондратия». По предложению министра внутренних дел, одобренному в июне 1861 года царем, А. И. Иконникову было сделано «строгое внушение» и поручено губернатору "наблюдать за его действиями и образом мыслей, и ежели он окажется вредным, то удалить из губернии. Однако губернатору не хотелось терять умного и энергичного чиновника Иконникова, убедившего правителя губернии в своей невиновности. Иконников не только остался в Перми, но и получил повышение по службе. В октябре 1861 года он был назначен ст. чиновником особых поручений при губернаторе.
Для расследования деятельности революционных демократов в Пермь в начале мая 1862 года специально приехал флигель-адъютант царя Мезенцов. По требованию комиссии Мезенцова 23 мая 1862 года губернатор закрыл библиотеку Иконникова. 28 июля (9 августа) 1862 года царь утвердил решение особого совещания, согласно которому А. И. Иконникова следовало «выселить на жительство в один из отдаленных городов Западной Сибири… без права поступления на службу и с учреждением над ним строгого полицейского надзора». В 1863 году книги, конфискованные у революционера-демократа А. И. Иконникова, переданы в общественную библиотеку, расположенную в здании Приказа общественного призрения Перми.
Иконников сослан в город Березов, позже в связи с тяжелой болезнью переведен в Тобольск. В 1864 году получил разрешение на переезд в город Курган, а затем, в 1871 году — в Тюмень. В 1870 году освобождён от полицейского надзора. В 1880 году избран мировым судьёй по Ирбитскому округу Пермской губернии. Затем работал в Чердыни в должности земского начальника.
Умер и похоронен А. И. Иконников, как утверждали его внук Л. Е. Иконников и профессор Пермского государственного университета Б. Н. Вишневский, в 1917 году в городе в Чердыни Чердынского уезда Пермской губернии, ныне административный центр Чердынского городского округа Пермского края.

## Семья
Сын Владимир (1858 — 15 (27) декабря 1897, Пермь) – статский советник, преподаватель Алексеевского реального училища, педагог, краевед.